# Leptogaster penicillata
Leptogaster penicillata là một loài ruồi thuộc họ Asilidae. Leptogaster penicillata được Janssens miêu tả năm 1954. Loài này phân bố ở vùng nhiệt đới châu Phi.